# Otto I, hertig av Bayern

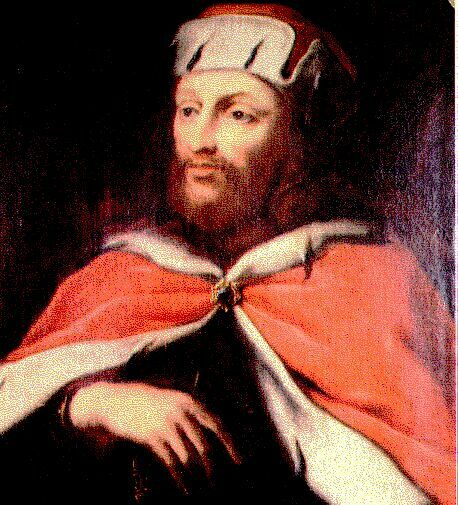
Porträtt från Die Chronik Bayerns

Otto I av Bayern (tidigare känd som Otto V av Wittelsbach eller Otto VIII av Scheyern), född 1117 i Kelheim, död 11 juli 1183 i Pfullendorf, var en tysk furste, den förste bayerske hertigen av huset Wittelsbach.
Han efterträdde 1156 sin far, Otto IV av Wittelsbach som bayersk pfalzgreve, var en av kejsar Fredrik I:s mest trogna män och erhöll 1180 hertigdömet Bayern, som tidigare varit förlänat till Henrik Lejonet.